# ARC Indomable (1972)
ARC Indomable (S-22) – kolumbijski okręt podwodny z lat 70. XX wieku, jeden z dwóch zakupionych przez Kolumbię włoskich miniaturowych okrętów podwodnych typu SX-506. Został zbudowany w stoczni Cos.Mo.S. w Livorno i przyjęty do służby w Marynarce Kolumbii 3 lipca 1974 roku. Okręt został skreślony z listy floty 2 grudnia 2013 roku w Cartagenie.

## Projekt i budowa
„Indomable” został zamówiony przez Marynarkę Kolumbii w stoczni Cos.Mo.S. w Livorno. 7 sierpnia 1972 roku na pokładzie statku transportowego został przewieziony do Kolumbii. 

## Dane taktyczno–techniczne
„Indomable” był miniaturowym okrętem podwodnym o długości całkowitej 23 metry, szerokości 2 metry i zanurzeniu 4 metry. Wyporność w położeniu nawodnym wynosiła 58 ton, a w zanurzeniu 70 ton. Okręt napędzany był na powierzchni i w zanurzeniu przez siłownię diesel-elektryczną Cummins o mocy 300 KM. Jednośrubowy układ napędowy pozwalał osiągnąć prędkość 8 węzłów na powierzchni i 6 węzłów w zanurzeniu. Zasięg wynosił 1200 Mm przy prędkości 7 węzłów w położeniu nawodnym.
Uzbrojeniem okrętu były miny morskie MK21. Oprócz tego okręt mógł przenosić dwa pojazdy podwodne i przyjąć na pokład ośmiu nurków z ładunkami wybuchowymi o masie do 2050 kg.
Załoga okrętu składała się z 5 osób.

## Przebieg służby
Uroczyste przyjęcie do służby ARC „Indomable” nastąpiło 3 lipca 1974 roku. Dowódcą jednostki został por. mar. Pablo Martínez Ortiz.
Okręt został skreślony z listy floty 2 grudnia 2013 roku w Cartagenie.